# Parafia św. Rozalii w Dąbrówce
Parafia rzymskokatolicka pw. św. Rozalii w Dąbrówce – jedna z 8 parafii dekanatu przedborskiego diecezji radomskiej.

## Historia
Kaplica z gliny i polnego kamienia została zbudowana około 1850 staraniem mieszkańców wioski Dąbrówka. Poświęcił ją w 1852 dziekan konecki, ks. Józef Urbański. Kolejna kaplica, z fundacji dziedzica Starej Ferdynanda Zajączkowskiego i jego siostry Anny została zbudowana w latach 1858–1868. Była ona traktowana jako kościół filialny parafii Skórkowice. Parafię erygował 20 stycznia 1920 bp. Marian Ryx. Kościół był restaurowany w 1934, a w latach 1970–1974 gruntownie rozbudowany staraniem ks. Jana Mikosa. Konsekracji świątyni dokonał 17 maja 1975 bp. Piotr Gołębiowski. Kościół jest budowlą jednonawową, wzniesioną z kamienia. W Dąbrówce od 1971 odbywają się rekolekcje oazowe. Obok kościoła znajduje się Dom Rekolekcyjny Ruchu Światło-Życie im. ks. Kazimierza Mazura poświęcony 10 października 1998 przez bp. Edwarda Materskiego.

## Proboszczowie
- 1945 – 1962 – ks. Marian Dębowski
- 1962 – 1970 – ks. Jan Kruzel
- 1970 – 1979 – ks. Jan Mikos
- 1979 – 1988 – ks. Bogdan Przysucha
- 1988 – 1999 – ks. Tadeusz Białecki
- 1999 – 2003 – ks. Jarosław Brendel
- 2003 – 2018 – ks. Roman Panek
- 2018 -2025 – ks. Grzegorz Wójcik
- od 2025 – ks. Witold Gawlik[1]

## Terytorium
Do parafii należą wierni z miejscowości: Dąbrówka, Stara Kolonia, Stara, Szarbsko, Władysławów